# Kimberleymelon
Kimberleymelon is een geslacht van weekdieren uit de klasse van de Gastropoda (slakken).

## Soort
- Kimberleymelon tealei Köhler, 2010